# Koszowatka (Ostrzyce)
Koszowatka (kaszb. Kòszowatka, Kòszwatka, niem. Kossowatka) – część wsi Ostrzyce w Polsce położona w województwie pomorskim, w powiecie kartuskim, w gminie Somonino.
W latach 1975–1998 Koszowatka administracyjnie należała do województwa gdańskiego.
Atrakcją Koszowatki jest znajdująca się tu Łosiowa Dolina.

## Nazwa miejscowości
Nazwa pochodzi od przymiotnika koszowaty, o znaczeniu 'związany z koszem', 'podobny do kosza' i utworzona została poprzez dodanie przyrostka -ka. Warto dodać, że wyraz 'kosz' oznacza też w kaszubszczyźnie 'rosochate drzewo'. Nazwa Koszowatka wskazywałaby więc pierwotnie na teren porośnięty pokrzywionymi drzewami, samosiejkami.